# صالة كاريوكا 2

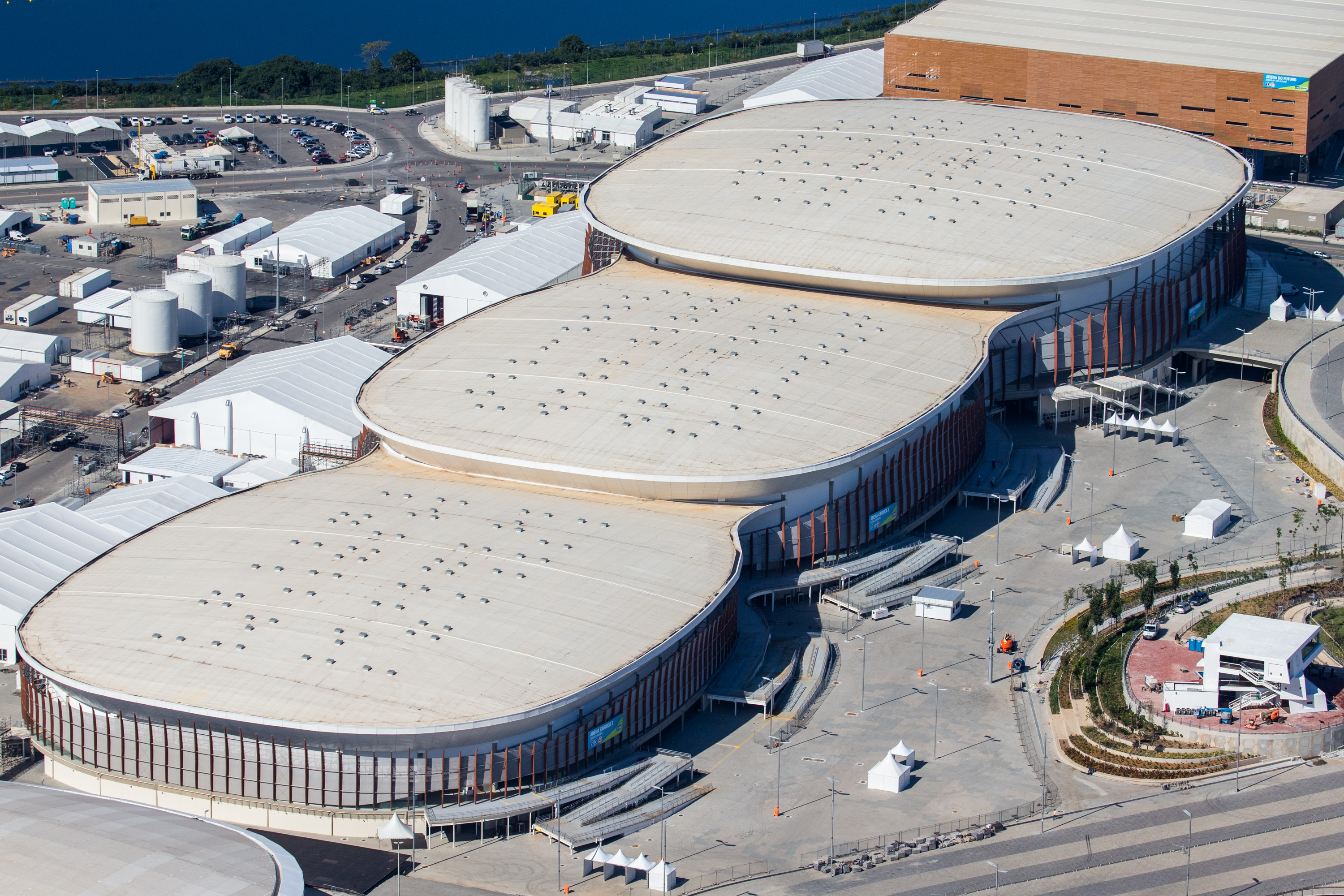
ساحة كاريوكا 2.

صالة كاريوكا 2 (بالبرتغالية: Carioca Arena 2‏) ملعب مسقوف في بارا دا تيجوكا في المنطقة الغربية من ريو دي جانيرو، البرازيل. صالة كاريوكا 2 استضافت منافسات الجودو والمصارعة ضمن دورة الألعاب الأولمبية الصيفية 2016 وكذلك منافسات بوتشا ضمن الألعاب البارالمبية الصيفية لعام 2016. صالة كاريوكا 2 تحولت بعد الدورة إلى جزء من مركز التدريب الأولمبي.